# Synsepalum subcordatum
Synsepalum subcordatum là một loài thực vật có hoa trong họ Hồng xiêm. Loài này được De Wild. miêu tả khoa học đầu tiên năm 1914.